# Rubus walsemannii
Rubus walsemannii es una especie de planta del género Rubus, perteneciente a la familia Rosaceae.

## Taxonomía
Rubus walsemannii fue descrita por H. E. Weber en 1982.

## Distribución
Se encuentra en el territorio de Dinamarca, Suecia y Alemania.